# Тургау
Ту́ргау (нем. Thurgau; фр. Thurgovie; итал. Turgovia; романш. Turgovia) — немецкоязычный кантон на северо-востоке Швейцарии. Административный центр — город Фрауэнфельд. Население — 282 909 человек (данные на 31 декабря 2020).

## География
Площадь: 990,9 км² (12-е место среди кантонов Швейцарии).
Население: 282 909 человек (2020 год).
Высшая точка: гора Хограт (996 м).

## История
Именем Тургау обозначалась первоначально довольно обширная область, простиравшаяся от Фирвальдштетского озера до озера Боденского и от реки Ройс до Рейна. В IX веке Тургау становится ландграфством и из него выделяются Цюрихгау, позднее Ури, Швиц, Цуг, Аппенцель и Санкт-Галлен. В 1264 году Тургау отошёл к Габсбургам. В 1460 году был захвачен Швейцарией и являлся общим владением кантонов управлявшимся ландфогтом.
Кантон стал частью швейцарской конфедерации в 1803 году.
В 1841 году была достроена большая гавань в Романсхорне, и этот город стал крупнейшим пунктом товарооборота в регионе, сменив в этом качестве городок Утвиль. Утвиль известен как поселок художников и поэтов.

## Административное деление
После первого января 2011 года кантон делится на 5 округов:
- Фрауэнфельд
- Кройцлинген
- Вайнфельден
- Мюнхвилен
- Арбон

## Экономика
Промышленность — пищевая, химическая, текстильная, механическая, обувная.
Художественные ремесла:
- сельское хозяйство — фрукты, овощи, виноград.
- скотоводство — свиноводство, разведение крупного рогатого скота.
- сфера услуг — туризм.
- сфера услуг — аренда/продажа яхт и катеров (у Боденского озера)

## Достопримечательности
См. Список достопримечательностей национального значения в Тургау (нем.)
- Фрауэнфельд (Старый город, церковь Св. Николая, ратуша XVI века, Бернерхаус, Исторический музей);
- Иттинген;
- Церковь в Нуссбауме;
- Замок Зонненберга;
- Вайнфельден;
- Замок Хагенвиль;
- Арененберг;
- Боденское озеро.

## Известные жители и уроженцы
- Ноткер Немецкий (950—1022) — бенедиктинский монах, филолог и музыкант.
- Керн, Иоганн Конрад (1808—1888) — швейцарский политический деятель, юрист и дипломат.
- Карл Гу́став Юнг (1875—1961) — психиатр, основоположник одного из направлений глубинной психологии.

## Герб и геральдика кантона
Герб (также флаг) кантона Тургау изображает двух жёлтых (геральдически выражаясь: золотых), бегущих львов на диагонально разделенном белом (геральдически выражаясь: серебряном) и зелёном поле. Львы взяты из герба ландграфства Тургау, который, в свою очередь, основан на гербе графов Кибург. При создании герба белый цвет был выбран как цвет доброты и чести, зелёный — как цвет свободы.
Официальное описание герба: «Серебряный и зелёные цвета разделены диагонально, обе стороны имеют по одному красноязычному (имеется ввиду цвет их языков) золотому льву».
Оригинальное описание герба (нем.): «Schräg geteilt von Silber und Grün mit zwei rotgezungten gezierten goldenen Löwen».
Флаг кантона официально имеет квадратную форму.